# Swift Gamma Ray Burst Explorer
Lo Swift Gamma Ray Burst Explorer, citato sovente semplicemente come Swift ed a volte come Explorer-84, è un satellite artificiale messo in orbita dalla NASA nell'ambito del Programma Explorer e formalmente ribattezzato nel 2019 Neil Gehrels Swift Observatory. È dedicato allo studio dei lampi gamma osservati da galassie lontane. Dopo IMAGE e WMAP, è la terza missione della serie NASA Medium Explorer (MIDEX).
Lanciato alle 17:16 UTC del 20 novembre 2004 dalla base di Cape Canaveral usando come vettore un razzo Delta II 7320-10C, è stato posizionato su un'orbita caratterizzata da un apogeo di 604 km, un perigeo di 585 km, un periodo di 96,6 minuti e un'inclinazione di 21°. La durata della missione era stata inizialmente stabilita in due anni ma, grazie ai successi scientifici, alle buone condizioni del satellite e degli strumenti, ed alla stabilità dell'orbita (sulla quale si stima Swift possa permanere fino ad oltre il 2025), la missione è stata successivamente prolungata più volte ed è ancora attiva.
La Senior Review 2014 della NASA ha proposto il prolungamento di Fermi al 2018, con un controllo intermedio nel 2016. Swift è risultata essere la missione con la maggior produttività scientifica rispetto al costo.
Contrariamente a quanto comunemente accade per i satelliti il nome non è un acronimo ma si rifà al nome inglese del rondone, uno degli uccelli dal volo più agile e veloce, ed è stato scelto per richiamare la rapidità di puntamento del satellite garantita da un sistema giroscopico controllato da motori elettrici.
Il satellite è frutto di una collaborazione tra la statunitense NASA, l'italiana ASI e il PPARC (Particle Physics and Astronomy Research Council) (a cui sono subentrati l'Agenzia Spaziale Britannica ed il Science & Technology Facilities Council). Il centro operativo della missione è gestito dalla Pennsylvania State University, la principale base terrestre è il Centro spaziale Luigi Broglio a Malindi, in Kenya, mentre l'archiviazione dei dati è svolta al Goddard Space Flight Center (copie dell'archivio sono mantenute anche dall'ASI e dall'Università di Leicester). L'ASI e l'Osservatorio astronomico di Brera hanno contribuito anche alla strumentazione.
Uno degli aspetti innovativi della missione Swift è che tutti i dati raccolti sono resi disponibili alla comunità scientifica entro poche ore dalla loro ricezione a Terra. Dopo un primo processamento infatti, chiunque può scaricare i dati attraverso Internet ed analizzarli con un pacchetto software distribuito gratuitamente. Addirittura è possibile svolgere delle analisi preliminari dei dati online attraverso strumenti web.

## Il satellite e la strumentazione
Il corpo principale del satellite ha un diametro di circa 2,7 m e una lunghezza di 5,7 m; nella configurazione di massimo dispiegamento dei pannelli solari raggiunge una larghezza di 5,4 m. Il peso complessivo è di 1,47 t. È dotato di batterie Ni-H2 (al nichel-idrogeno) ricaricate da pannelli solari. La stabilizzazione e il puntamento sono controllati da 6 giroscopi. Swift è equipaggiato con tre telescopi co-allineati:
- BAT (Burst Alert Telescope, letteralmente Telescopio (capace di dare) allerta per il lampo)[5]: si tratta di uno strumento sensibile a fotoni di energia nella banda tra 15 e 150 keV. In astronomia questa banda viene generalmente indicata come banda dei raggi X duri o, alternativamente, dei raggi gamma molli. BAT impiega una maschera codificata per realizzare immagini del cielo basandosi sul principio della stenoscopia. Questa tecnologia è stata scelta poiché è molto difficile focalizzare i raggi gamma con le usuali tecniche basate su specchi o lenti. La struttura consta di 52 000 piastrine di schermatura da 5 mm in piombo distribuite secondo un complesso schema ad una distanza di un metro dalle 32 768 piastrine da 4 mm in CZT (tellururo di cadmio drogato con zinco) per la rilevazione dei raggi X duri. L'importante funzione di BAT è di individuare i GRB (ed in generale qualunque fenomeno transiente celeste di alta energia) e per svolgere questo compito efficacemente è stato progettato con un ampio campo di vista. Copre infatti una frazione significativa del cielo, corrispondente ad un angolo solido di 1 steradiante con alta sensibilità ed un angolo di 3 steradianti con sensibilità inferiore (la visione completa del cielo richiederebbe un angolo di 4π, pari a circa 12.6 steradianti). Avvistato un lampo, entro 15 secondi ne determina la posizione con una precisione di 1÷4 arcominuti e la trasmette a terra per facilitare il puntamento di altri telescopi.[6]
- XRT (X-ray Telescope, letteralmente Telescopio a raggi X)[7]: utilizza un telescopio Wolter di tipo I ed è abbinato ad un sensore (di tipo CCD) per fotoni di energia compresa tra 0,2 e 10 keV. Il campo di vista di XRT è di circa 25 arcominuti. La focalizzazione dei fotoni permette ad XRT di migliorare la localizzazione della sorgente individuata da BAT arrivando ad un'incertezza di 3,6 arcosecondi. Oltre a migliorare la localizzazione del transiente, questo strumento molto sensibile permette di analizzare lo spettro del transiente o dell'emissione residua dei GRB (detta afterglow), la cui durata può protrarsi per giorni o settimane.
- UVOT (Ultraviolet/Optical Telescope, letteralmente Telescopio ultravioletto/ottico)[8]: si tratta di un telescopio realizzato con una configurazione Ritchey-Chrétien modificata e con uno specchio primario da 30 cm. Il campo di vista UVOT è di circa 17 arcominuti. È sensibile nelle lunghezza d'onda dal visibile all'ultravioletto (170 – 600 nm). Nonostante le dimensioni modeste dello specchio, il vantaggio di operare al di fuori del grosso dell'atmosfera terrestre gli consente di avere un'ottima sensibilità (paragonabile a quella di un telescopio da 4 m sulla Terra) e di raggiungere una risoluzione inferiore all'arcosecondo.

Questi tre strumenti sono stati progettati in funzione della sofisticata strategia osservativa di Swift. Swift infatti pattuglia il cielo con BAT, lo strumento a grande campo di vista, osservandone il 50-80% ogni giorno alla ricerca di lampi gamma. Quando un lampo viene avvistato da BAT, il sistema di controllo automatico permette di inquadrare rapidamente la regione del lampo anche con XRT ed UVOT, strumenti molto sensibili, ma dal campo di vista più piccolo. Entro 20 secondi dalla rilevazione di BAT, inizia il ripuntamento, che si completa generalmente entro pochi minuti. Così XRT ed UVOT iniziano a raccogliere informazioni sul lampo entro qualche minuto dal rilevamento iniziale.
Questa rapidità, che sarebbe difficile da raggiungere se fosse necessario un intervento umano, consente sia di ottenere rapidamente posizioni via via più precise, utili per puntare altri strumenti, sia di raccogliere preziose informazioni sul lampo in diverse bande energetiche sin dai primi istanti del fenomeno.

## Contributo italiano
L'Italia ha fornito gli specchi del telescopio XRT insieme a parte del software per l'analisi dei dati X. Inoltre Swift utilizza le antenne della stazione ASI di Malindi (Kenya) per ricevere i comandi e trasmettere i dati, questa operazione viene ripetuta una dozzina di volte al giorno ad ogni passaggio del satellite in vista della stazione. La partecipazione italiana a Swift è finanziata dall'Agenzia spaziale italiana (ASI) e dall'Istituto nazionale di astrofisica (INAF).

## Principali risultati scientifici

### Gamma-ray Burst (GRB) o lampi gamma
La rapidità di ripuntamento e la precisa localizzazione nella sfera celeste fanno di Swift uno strumento ideale per l'identificazione e lo studio delle sorgenti rapidamente transienti come i lampi gamma o Gamma-ray Burst (GRB). In media Swift identifica 100 nuovi GRB ogni anno, di cui 90 GRB lunghi. La rapida diffusione della posizione dei GRB individuati da Swift ha portato alla misura la distanza per circa un terzo di questi. Questo consente di studiare dal punto di vista statistico la popolazione dei GRB lunghi deducendo, per esempio, quali siano la loro distribuzione lungo la storia dell'universo e le distribuzioni delle loro principali proprietà fisiche nel sistema di riferimento a riposo delle sorgenti. Le osservazioni dello strumento XRT a bordo di Swift hanno permesso la caratterizzazione delle prime fasi della curva di luce della coda di emissione nei raggi X e l'individuazione di brevi ma intensi brillamenti successivi all'emissione gamma che si ritengono legati all'attività del motore centrale. Riguardo allo studio dei lampi gamma corti (circa il 10% dei GRB identificati), il satellite Swift ha segnato una vera svolta. Infatti per la prima volta Swift ha permesso l'identificazione della coda di emissione nei raggi X per i GRB corti, la misura precisa delle loro coordinate spaziali e, di conseguenza, quella della loro distanza.
Di seguito si riporta una breve lista di lampi gamma notevoli individuati da Swift:
- 9 maggio 2005: GRB 050509b, lampo gamma della durata di un ventesimo di secondo; è il primo caso di localizzazione di un lampo di breve durata.
- 4 settembre 2005: GRB 050904, lampo gamma della durata di circa 200 secondi e uno spostamento verso il rosso di 6,29; la sua distanza, determinata in circa 12,6 miliardi di anni luce, l'ha reso il più lontano mai individuato fino al rilevamento di GRB 090423, il 23 aprile 2009.
- 18 febbraio 2006: GRB 060218, lampo gamma della durata di circa 2000 secondi e relativamente vicino (circa 440 milioni di anni luce) ma insolitamente debole; si ritiene che sia il segnale dell'esplosione di una supernova.
- 14 giugno 2006: GRB 060614, lampo gamma della durata di circa 102 secondi in una galassia distante circa 1,6 miliardi di anni luce. In contrasto con quanto solitamente osservato per lampi gamma vicini e nonostante osservazioni estremamente profonde, per questo GRB non è stato possibile rivelare la presenza di una supernova associata all'evento. Il lampo fu quindi riconosciuto come un tipo di esplosione ibrida che probabilmente è associata alla nascita di un buco nero.
- 19 marzo 2008: GRB 080319B, un lampo gamma di straordinaria potenza; nonostante la distanza di 7,5 miliardi di anni luce, ha raggiunto una magnitudine apparente di 5,8 rimanendo nella zona convenzionalmente definita di osservabilità ad occhio nudo per circa 30 secondi, divenendo così l'oggetto noto più distante che sia stato direttamente osservato. Si ritiene che la magnitudine assoluta sia stata 2,5 milioni di volte superiore alla più brillante supernova mai osservata. Nella stessa giornata sono stati individuati altri tre lampi.[11]
- 13 settembre 2008: GRB 080913, lampo gamma con uno spostamento verso il rosso di 6,7; la sua distanza, determinata in circa 12,8 miliardi di anni luce, lo porta ad essere l'evento più lontano, nonché più antico, mai individuato, in quanto si ritiene che l'età dell'Universo fosse al momento dell'esplosione di soli 825 milioni di anni.[12]
- 23 aprile 2009: GRB 090423, lampo gamma della durata di circa 10 secondi e uno spostamento verso il rosso di 8,2; la sua distanza, determinata in circa 13 miliardi di anni luce, lo porta ad essere l'evento più lontano, nonché più antico, mai individuato (630 milioni di anni), superando il precedente record di GRB 080913.[13]
- 13 aprile 2010: Swift rivela il 500º lampo gamma, GRB 100413B, scoperto in una rianalisi dei dati dello strumento BAT che non aveva potuto accorgersi del lampo perché stava effettuando una manovra di ripuntamento. Per ironia del destino, quindi, questo lampo “storico” è uno dei meno fortunati perché la rivelazione con BAT non è stata seguita dal ripuntamento immediato dei telescopi X e ottico. L'occasione viene comunque festeggiata con un'animazione che ripercorre le tappe salienti dei primi 500 GRB di Swift.[14] L'onore di Swift è stato risollevato dal lampo successivo, GRB100414A, un altro GRB lungo, per il quale sono state trovate controparti sia X sia ottica. Dallo spettro di quest'ultima, si è subito estratto lo spostamento verso il rosso di 1,368: una distanza cosmologica ma “normale” per i lampi gamma.
- 25 dicembre 2011: Swift rivela un GRB molto lungo e peculiare. L'emissione in banda X mostra variazioni molto intense e si affievolisce oltre il limite di rivelazione in meno di un giorno. Il telescopio UVOT ha rivelato la sorgente nella banda ultravioletto per pochi giorni mentre i telescopi da terra hanno osservato la sorgente per diversi mesi. Due sono state le spiegazioni suggerite: la distruzione di un asteroide da parte di una stella di neutroni nella nostra galassia o una supernova peculiare attorniata da molto materia nell'universo vicino.[15]
- 13 giugno 2013: GRB 130603B: La perfetta e rapida localizzazione nel cielo di questo lampo gamma di breve durata permette di rivelare grazie a osservazioni del Telescopio Spaziale Hubble la presenza di un kilonova associata all'evento.[16] Questa è la prima evidenza diretta che i lampi gamma corti si generano a seguito della fusione di due oggetti celesti superdensi.[17]
- novembre 2013: viene pubblicata l'enorme mole di dati raccolta dallo studio del lampo gamma GRB 130427A. Si tratta, tra i GRB, dell'evento che ha prodotto i fotoni di più alta energia mai osservati e ha brillato in raggi gamma per oltre 20 ore.[18]
- 4 dicembre 2013: la combinazione delle tempestive osservazioni condotte dal satellite Swift e dal telescopio robotico Liverpool Telescope permettono di registrare una consistente quantità di radiazione polarizzata nella luce emessa dal lampo di raggi gamma GRB 120308 e di indagare le caratteristiche del campo magnetico attorno ad esso.[19]
- maggio 2014: viene osservata in tempo reale, dal Keck e con Swift, l'esplosione di una stella gigante in una galassia a 360 milioni di anni luce da noi.[20]
- luglio 2014: le accurate indagini su un eccezionale lampo di raggi gamma durato quasi 6 ore rivelano che a generarlo sia stata, quasi 4 miliardi di anni fa, l'esplosione di una stella di grandissima massa e con una composizione assai simile a quella che dovevano avere i primi astri, ben più antichi, che si sono accesi nell'universo oltre 13 miliardi di anni fa.[21]

### Altri oggetti astrofisici
Ogni tipo di sorgente celeste ha ricevuto attenzione da parte di Swift, dalle comete fino alle galassie attive più lontane, passando per magnetar, sorgenti binarie, supernovae, fino ad arrivare al recente evento di distruzione di una stella da parte di un buco nero di alcuni milioni di masse solari al centro di una galassia lontana circa 1.9 miliardi di parsec. Nulla sfugge a Swift che pattuglia il cielo instancabilmente ed è sempre pronto a ripuntare in automatico. A volte le sorgenti sono vecchie conoscenze ma molto spesso sono assolute novità. Sono tanti e tali i possibili utilizzi di Swift che ora la caccia ai GRB non è più il compito che assorbe la maggior parte del tempo di osservazione del satellite. Questo non significa affatto che i GRB vengano trascurati. Semplicemente non si continua l'osservazione ad oltranza, fino a quando l'emissione X svanisce del tutto. Solo GRB con caratteristiche peculiari, oppure quelli straordinariamente brillanti, vengono osservati a lungo. Il tempo di osservazione che viene così liberato è dedicato all'osservazione di centinaia di sorgenti celesti, spesso in collaborazione con altri satelliti. Tutte le sorgenti rilevate dal telescopio spaziale gamma Fermi ma di natura non chiara, per esempio, vengono osservate di routine da Swift. Nel caso di utilizzo coordinato di Swift e Fermi, lo strumento più importante è il telescopio XRT, perché quello che più interessa è localizzare una possibile controparte della sorgente gamma. Per lo studio delle supernovae, invece, lo strumento più importante è il telescopio UVOT. Grazie alle osservazioni di Swift abbiamo una straordinaria copertura delle curve di luce (l'evoluzione dell'energia emessa in funzione del tempo) di decine di supernovae. Tra i risultati ottenuti con Swift al di fuori del campo dei GRB si annoverano:
- 9 gennaio 2008: SN 2008D, una supernova nella galassia NGC 2770. Si è trattato di un evento fortuito: gli strumenti di Swift hanno registrato i primissimi momenti di questa supernova mentre stavano effettuando un'osservazione di routine di un'altra supernova precedentemente esplosa nella stessa galassia (SN 2007 uy). Swift ha così potuto osservare un breve ma potente lampo X da SN 2008D. Questo fenomeno, associato all'onda d'urto dell'esplosione di supernova che emerge dalla superficie della stella progenitrice, era stato previsto da studi teorici ma mai osservato prima, poiché nessuno strumento X aveva mai assistito ad una supernova fin dai primi minuti. Generalmente infatti, le supernovae sono scoperte dalla loro emissione ottica, che si manifesta però solo alcuni giorni dopo l'esplosione propriamente detta. Data l'eccezionalità dell'evento, SN 2008D è stata poi osservata da un gran numero di osservatori sia dallo spazio, sia dalla Terra (tra i quali i telescopi spaziale Hubble e Chandra e, dalla Terra, il Karl G. Jansky Very Large Array, i telescopi Gemini North, Keck I, e quelli dell'osservatorio di Monte Palomar e dell'osservatorio di Apache Point raccogliendo un'enorme quantità di dati.
- giugno 2009: Viene scoperta la magnetar SGR 0418+5729, una scoperta condivisa con il satellite Fermi. Le magnetar sono stelle di neutroni dotate di un campo magnetico eccezionalmente intenso e spesso si manifestano attraverso raffiche di brillanti gamma. Dal momento che questi brillamenti sono in grado di sollecitare il telescopio BAT, Swift ha svolto un ruolo fondamentale nello studio di queste rare sorgenti, scoprendone di nuove e allertando la comunità scientifica quando quelle già conosciute entrano in periodi di intensa attività esplosiva. SGR 0418+5729 si è rivelata una magnetar particolarmente importante, un'autentica Stele di Rosetta tra queste sorgenti. Studi successivi, condotti anche con l'ausilio di Swift, hanno dimostrato che in questa sorgente un campo magnetico dipolare simile a quello delle stelle di neutroni “ordinarie” coesiste con altre componenti del campo magnetico responsabili delle peculiarità delle magnetar (tra cui l'emissione di brillamenti gamma,[22][23][24] confermando un'ipotesi formulata molti anni prima.
- marzo 2011: Swift coglie quello che, a prima vista, sembra un lampo gamma come molti altri (GRB 110328A), ma che, a differenza di tutti gli altri, resta acceso, sollecitando più volte BAT. Pur tra alti e bassi, la sorgente SWIFT J1644+57 (usiamo le coordinate celesti e non la data perché non si tratta di un lampo gamma), localizzata al centro di una galassia a spostamento verso il rosso z = 0.354, è rimasta attiva per più di un anno. Le caratteristiche dell'emissione, l'enorme energia liberata e la localizzazione hanno fatto propendere per una spiegazione quasi da fantascienza: la distruzione di una stella che è passata troppo vicino ad un buco nero supermassiccio (alcuni milioni di masse solari) al centro della sua galassia. Si era ipotizzato che potesse succedere, ma Swift è stato il primo a vedere un fenomeno così peculiare.[25]
- novembre 2011: Si scopre che quella che inizialmente sembrava la classica emissione X di un buco nero, proviene in realtà da un sistema (ora noto col nome MAXI J0158-744) composto da una nana bianca ed una stella Be, nella Piccola Nube di Magellano. Si tratta di sistemi molto rari e nessuno era mai stato osservato alla luminosità di MAXI J0158-744.[26] All'origine dell'eccezionale luminosità X vi sarebbe l'interazione tra il materiale espulso durante una fase di nova termonucleare dalla nana bianca ed il vento della stella Be.
- gennaio 2011: Dall'analisi delle variazioni periodiche nell'emissione ottica di Swift J1357.2−0933, scoperto da BAT, si deduce che il sistema è composto da un buco nero in orbita con una stella compagna. Successive analisi hanno dimostrato che il sistema è visto quasi di taglio ed il buco nero è avvolto ed oscurato dal disco di accrescimento presente nel sistema. Si tratta di una conformazione mai osservata prima, che suggerisce però che oggetti simili potrebbero essere in realtà molto numerosi, ma difficili da vedere.[27]
- febbraio 2011: Durante una survey a raggi X delle regioni centrali della nostra galassia, il satellite Swift scopre i resti precedentemente sconosciuti di una stella in frantumi, esplosa circa 2500 anni fa. G306.3-0.9, come è stata battezzata la sorgente, è uno dei più giovani resti di supernova noti nella Via Lattea.[28]
- aprile 2012: La magnetar 1E 2259+586, una stella di neutroni supermagnetica (da cui la designazione “magnetar”) che compie una rotazione ogni 7 s, viene visto da Swift rallentare improvvisamente.[29] Mentre sono ben noti episodi in cui stelle di neutroni isolati aumentano improvvisamente la velocità di rotazione (episodi noti agli astronomi come glitch, da una parola inglese usata per indicare irregolarità improvvise), non si era mai osservato l'opposto. Per questo l'evento di 1E 2259+586 è stato designato come un anti-glitch. Sebbene molti modelli siano stati proposti per spiegare l'insorgere di glitch, al momento non esiste una spiegazione chiara per l'anti-glitch di 1E 2259+586.
- aprile 2013: Swift osserva un cospicuo aumento di luminosità dalla regione di Sagittarius A* (Sgr A*), il buco nero di oltre 4 milioni di masse solari al centro della Via Lattea. Inizialmente il fenomeno era stato interpretato come un lampo dal buco nero, ma si è poi capito trattarsi di una magnetar mai osservata prima e vicinissima a Sgr A*. SGR J1745-2900, come poi è stata battezzate, è la stella di neutroni più vicina a Sgr A* attualmente nota (ad una distanza proiettata di circa 0.1 parsec), tanto che probabilmente è legata gravitazionalmente al buco nero. La presenza di una rara magnetar nelle zone centrali della nostra galassia, offre molte informazioni sulle popolazioni di oggetti celesti in quella complessa regione e attraverso lo studio della sua emissione radio è possibile effettuare importanti misure di densità e intensità del campo magnetico locali. Inoltre, passati eventi esplosivi di SGR J1745-2900 (caratteristici delle magnetar), potrebbero aver giocato un ruolo nella ionizzazione delle nubi molecolari al centro della nostra galassia, sulla cui origine si dibatte da decenni.[30]

## Catalogo XRT
Oltre 150.000 sorgenti puntiformi nei raggi X tra cui stelle, galassie e buchi neri compongono il vasto catalogo ottenuto grazie alle osservazioni del telescopio XRT a bordo del satellite Swift, il 'cacciatore' di lampi gamma della NASA. Il sensibile telescopio XRT di Swift infatti raccoglie continuamente informazioni non solo sulle sorgenti verso cui è puntato, ma anche su quelle nelle loro immediate vicinanze. Tutte queste informazioni sono raccolte in un catalogo continuamente aggiornato (l'ultima edizione è stata pubblicata nel dicembre 2013).

## Catalogo BAT
Nel campo delle sorgenti non variabili nella banda X dura l'avanzamento è più lento. Il telescopio BAT ogni giorno osserva gran parte del cielo e per scoprire nuove sorgenti bisogna sommare giorno dopo giorno i dati raccolti. In questo modo i progressi, ovvero le sorgenti rivelate, crescono all'incirca con la radice quadrata del tempo di osservazione. È una crescita lenta, ma sicura. Il catalogo delle sorgenti (variabili e non) viste nella banda 15-150 keV compilato con i dati BAT rappresenta la più dettagliata mappa del cielo nei raggi X duri attualmente disponibile. È un importante database di riferimento che contiene le sorgenti brillanti nella nostra galassia e nuclei galattici attivi rivelati fino a spostamento verso il rosso pari a 4 (questi hanno tutti un buchi neri supermassivi al loro centro).